# Taverna Paradiso (romanzo)
Taverna Paradiso (Paradise Alley, 1977) è un romanzo scritto da Sylvester Stallone, al suo debutto come scrittore.
La scrittura era stata ultimata già nel 1970,, in un periodo di grande indigenza per l'autore, ma dopo numerosi rifiuti nel corso degli anni vide la pubblicazione solo successivamente al grande successo del film Rocky.

## Trama
New York, 1946, i tre orfani Carboni vivono nella miseria: Cosmo si procura da vivere vincendo qualche scommessa di tanto in tanto con Stitch boss della città, Lenny, reduce di guerra e rimasto zoppo, ha un'impresa funebre, e Victor, un po' tonto, distribuisce il ghiaccio in giro per la città. Cosmo ha un debole per l'ex ragazza del fratello Lenny, Annie, il quale dopo la disgrazia accadutagli sta pensando di tornarci. Una sera Cosmo convince il fratello Lenny ad entrare nella Taverna Paradiso dove all'interno vengono disputati incontri di wrestling con tanto di scommesse. Viene annunciato che verrà disputato un incontro con Big Glory campione di Taverna Paradiso e chi riuscirà a sconfiggerlo incasserà 100 $. Cosmo decide così di spingere suo fratello Vic (il più grosso dei tre) a battersi con Big Glory, e dopo averlo attirato con una scusa all'interno della taverna Vic accetta l'incontro e sconfigge il campione e incassa la sua somma.
Più tardi però le situazioni economiche di Vic tendono ad aggravarsi, in quanto con l'avvento dei primi frigoriferi, più nessuno vuole acquistare il ghiaccio, perdendo così una parte dei suoi guadagni, a questo punto Cosmo gli suggerisce di darsi al wrestling in modo da poter guadagnare un po' di dollari e nonostante Lenny si opponga a questa iniziativa, Vic si fa convincere. In seguito incontrano il battuto Big Glory facendo la sua conoscenza; costui gli confida che fare il wrestler è difficile e per riuscire a sfondare occorre un buon manager. Lenny torna con la sua ex e Cosmo è disperato e vuole farla finita; al suo fianco c'è un'amica che gli farà cambiare idea e che è perdutamente innamorata di Cosmo. Nonostante gli sforzi di Cosmo per convincere il fratello Vic ad assurmerlo come manager, Vic sceglie di affidarsi al fratello più grande e più saggio Lenny e dopo un po' egli accetta con grande delusione di Cosmo che, comunque, lo seguirà negli allenamenti. Le vittorie non tardano ad arrivare come anche i soldi. Ma a un certo punto Cosmo vorrebbe che suo fratello si ritirasse dalla carriera di lottatore per via delle numerose ferite procuratesi durante gli incontri. Lenny, però, dimostrandosi più avido visti gli enormi guadagni fatti grazie agli incontri disputati, si oppone.
La sera di Natale Cosmo va a trovare Big Glory, i due vanno in giro a divertirsi e a fine serata Big gli confida che aspettava da tempo l'occasione di farla finita, gettandosi poi da un ponte. Cosmo sempre più preoccupato vorrebbe che Vic si ritirasse, ma litiga nuovamente con Lenny che si oppone a farlo smettere. È il momento dell'incontro più importante, quello con Frankie la Clava e che varrà una fortuna, ma Vic sembra in difficoltà come non mai, Frankie si rivela essere il più forte degli avversari finora incontrati e mentre Cosmo e Lenny continuano a litigare, l'incontro va avanti con tanto di irregolarità da parte di Frankie e Stitch, arbitro dell'incontro.E quando Cosmo sale sul ring per liberare suo fratello da una presa scorretta Frankie lo aggredisce. Vic si rialza e combatte più determinato che nei 21 round precedenti, rivelando che stava perdendo di proposito solo per far riunire Lenny e Cosmo, potendo così i tre fratelli tornare ad essere una vera famiglia.

## Adattamento cinematografico
Non riuscendo a trovare un editore disposto a pubblicare il romanzo, Stallone decise dopo numerosi rifiuti di vendere la storia come sceneggiatura per il cinema per guadagnare qualche soldo e far fronte alla profonda indigenza in cui viveva. Durante un incontro con i produttori Irwin Winkler e Robert Chartoff il progetto venne rifiutato ma ritenuto abbastanza interessante da lasciare un margine di apertura a possibili idee. Stallone raccontò in un'intervista successiva che quella stessa notte iniziò a riarrangiare la sceneggiatura scrivendo il soggetto di Rocky, il quale venne approvato al successivo incontro con i due produttori.
Il romanzo ha avuto un omonimo adattamento cinematografico nel 1978, forte del successo al botteghino di Rocky. Il film fu sceneggiato, diretto ed interpretato dallo stesso Sylvester Stallone, con Armand Assante, Lee Canalito, Anne Archer, Joe Spinell e Tom Waits, autore anche della colonna sonora insieme a Frank Stallone e Sylvester Stallone stesso, che ha scritto e cantato il tema principale del film. Il personale progetto di Stallone venne considerato un insuccesso commerciale molto al di sotto delle aspettative ricevendo critiche negative all'epoca della sua uscita. In un'intervista del 1980 con Roger Ebert, Stallone accusò la Universal Pictures di essersi imposta sulla produzione manipolando ampiamente la sceneggiatura e il montaggio finale del film rimuovendo numerose scene (circa quaranta) nel tentativo di rendere il film più commerciale e appetibile al pubblico in favore delle scene d'azione per rilasciare un film che ricordasse Rocky.

## Edizioni
- Sylvester Stallone, Taverna Paradiso, traduzione di Massimo Gasperini, Sonzogno Editore, 1977,  pp. ca. 176, cap. 55.